# Khalid Abdalla
Khalid Abdalla (Glasgow, 26 ottobre 1980) è un attore britannico di origine egiziana.

## Biografia
Ha studiato alla King's College School e alla Cambridge University. Inizia a recitare a scuola, in diverse rappresentazioni, fra cui il Macbeth.
Dopo una buona carriera teatrale esordisce in TV nella serie televisiva Spooks nel 2005, ma il vero successo lo trova con il film United 93, dove interpreta il ruolo del pilota dirottatore Ziad Jarrah.
Nel 2006 ha interpretato se stesso nel film tv Cannes 2006: Crónica de Carlos Boyero.
Nel 2007 ha interpretato Amir da adulto nel film Il cacciatore di aquiloni, tratto dall'omonimo libro di Khaled Hosseini, mentre nel 2010 recita al fianco di Matt Damon nel film Green Zone.
Dal settembre 2011 è sposato con la sua fidanzata di lunga data, Cressida Trew.

## Filmografia

### Cinema
- United 93, regia di Paul Greengrass (2006)
- Il cacciatore di aquiloni (The Kite Runner) (2007)
- Green Zone, regia di Paul Greengrass (2010)
- The Narrow Frame of Midnight, regia di Tala Hadid (2014)
- Il traditore tipo (Our Kind of Traitor), regia di Susanna White (2016)
- Assassin's Creed, regia di Justin Kurzel (2016)

### Televisione
- Spooks – serie TV, episodio 4x04 (2005)
- Philip K. Dick's Electric Dreams – serie TV, episodio 1x06 (2017)
- Hanna – serie TV, 6 episodi (2019-2020)
- Moon Knight, regia di Mohamed Diab, Justin Benson e Aaron Moorhead – miniserie TV, puntate 3-4-6 (2022)
- The Crown – serie TV, 7 episodi (2022-2023)
- The Day of the Jackal – serie TV, 8 episodi (2024)

## Riconoscimenti
- Critics' Choice Awards
  - 2024 - Candidatura al miglior attore non protagonista in una serie drammatica per The Crown

## Doppiatori italiani
Nelle versioni in italiano delle opere in cui ha recitato, Klalid Abdalla è stato doppiato da:
- Gianfranco Miranda in United 93, Il cacciatore di aquiloni
- Roberto Certomà in Il traditore tipo
- Gaetano Varcasia in Green Zone
- Nanni Baldini in Spooks
- Federico Di Pofi in Moon Knight
- Alberto Onofrietti in The Crown